# Moscheea Çamlıca
Moscheea Çamlıca (în limba turcă Çamlıca Camii) este o moschee din Istanbul, Turcia. Situată pe o colină din zona Üsküdar, aceasta este cea mai nouă dintre marile moschei din oraș, depășindu-le ca dimensiune pe cele din perioada clasică otomană, inclusiv Hagia Sophia Numele de Çamlıca dat moscheii vine de la colina respectivă, cuvântul turcesc çam însemnând pin.

## Istorie și arhitectură
Construcția moscheii face parte din seria proiectelor ambițioase din ultimii ani ale statului turc. Ideea edificării acestui locaș a apărut la începutul anilor 2000, când s-au propus mai multe planuri. În cele din urmă, două arhitecte Hayriye Gül Totu și Bahar Mızrak au câștigat concursul, propunând un design asemănătoar cu celebra Moschee Albastră, în stil clasic otoman. Construcția propriu-zisă a început abia în anul 2013, proiectul fiind amânat din cauza marii sume ce trebuia alocată acestuia. Se presupune că finanțarea moscheii a ajuns la 110 milioane de dolari americani. Finalizarea proiectului a avut loc în anul 2019, iar inaugurarea oficială s-a făcut pe data de 3 mai 2019, cu participarea președintelui Recep Tayyip Erdoğan. Discursul acestuia de la acel moment a condamnat toate actele de violență și terorismul comis în numele religiei. 
Moscheea Çamlıca este un edificiu de mari dimensiuni și cuprinde un întreg complex de clădiri. Printre acestea există un muzeu, o galerie de artă, o bibliotecă, o sală de conferințe, o grădiniță și un spațiu subteran destinat parcării autovehiculelor. Sala de rugăciune are o capacitate de aproximativ 63.000 de persoane, iar sala de conferințe are o capacitate de aproximativ 1071 de persoane. În schimb, parcarea subterană are 3.500 de locuri. Zona de rugăciune destinată exclusiv femeilor are o capacitate de aproxiamtiv 600 de locuri. Interiorul este foarte bogat decorat și multicolor, predominând albul, albastrul și auriul.
Arhitectura moscheii este încărcată de simboluri. Domnul se înalță la 72 de metri deasupra solului, simbolizând cele 72 de grupuri etnice tradiționale din Turcia. Cele șase minarete simbolizează cele șase articole de credință islamice: credința în Allah, în îngeri, în profeți, în cărțile sfinte, în Ziua Judecății și în destin. Sala de conferință are 1071 de locuri, iar minaretele se înaltă la 107,1 metri pentru a simboliza  victoria turcilor asupra bizantinilor de la Manzikert din 1071. Datorită locației, moscheea domină mare parte din zona asiatică a orașului Istanbul, aflându-se în paralel cu o altă mare moschee, Moscheea Suleymaniye, situată pe partea europeană.

## Galerie de imagini

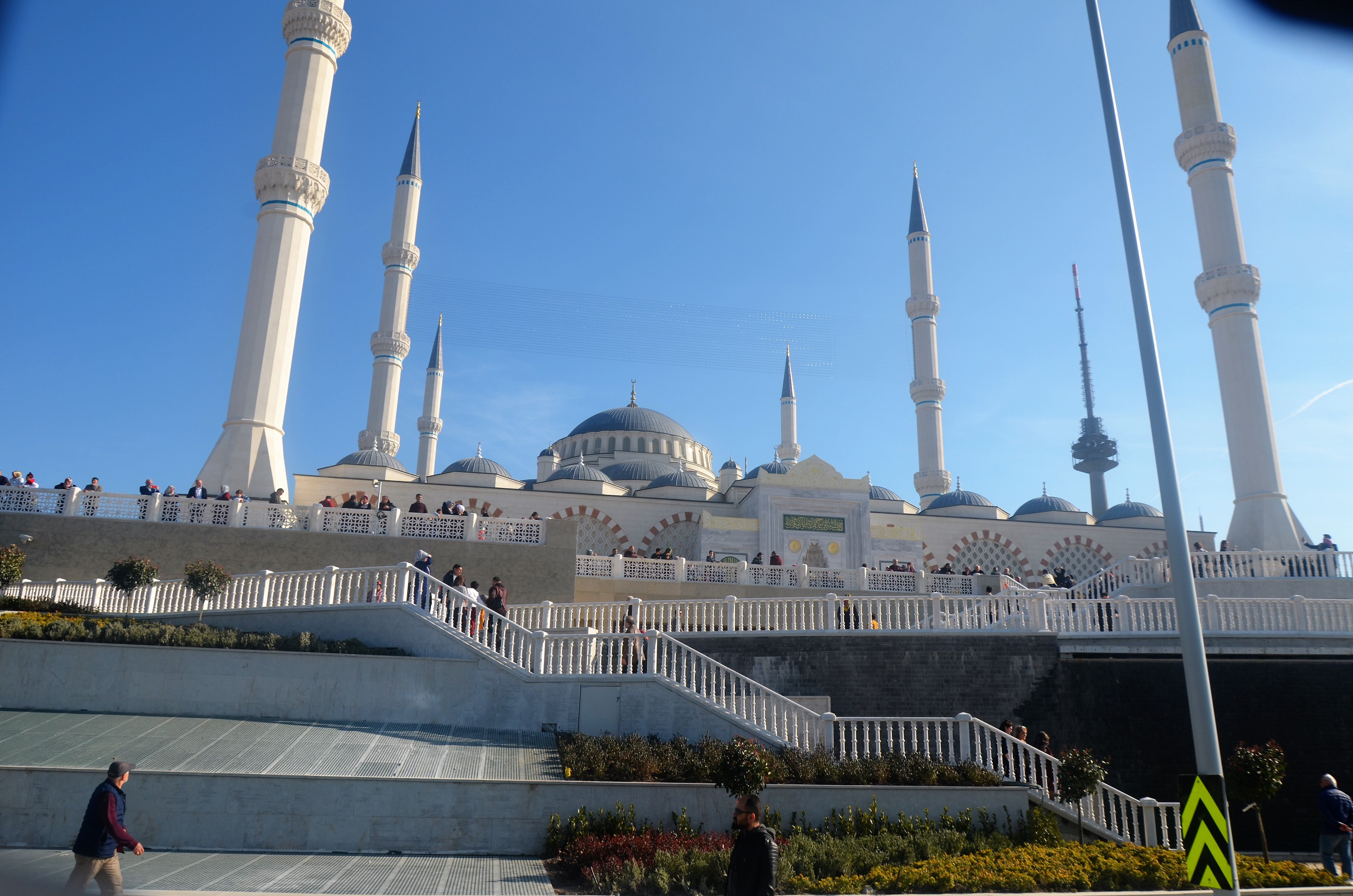
Treptele ce duc la moschee.
Intrarea în curte
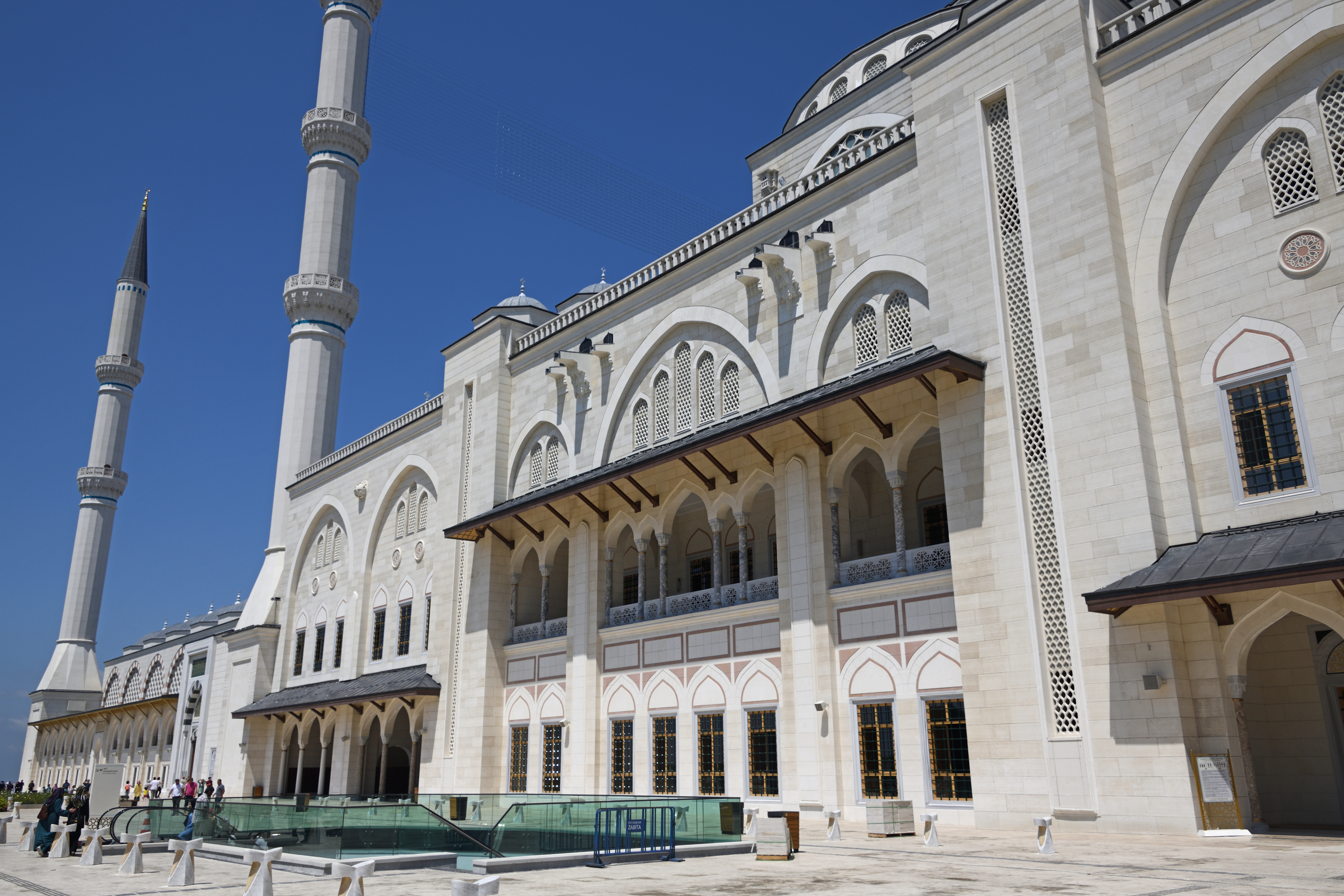
Vedere laterală.
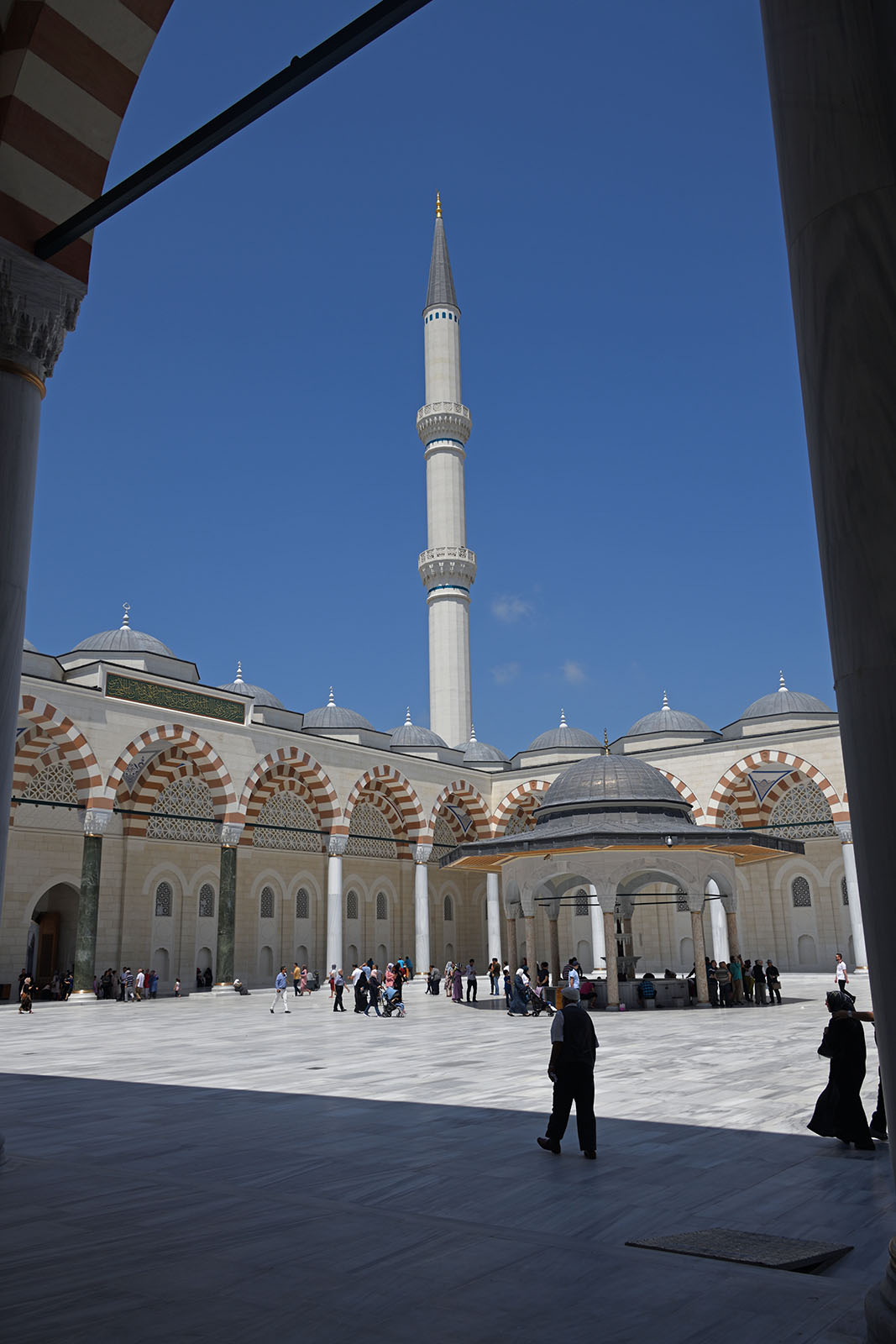
Curtea.
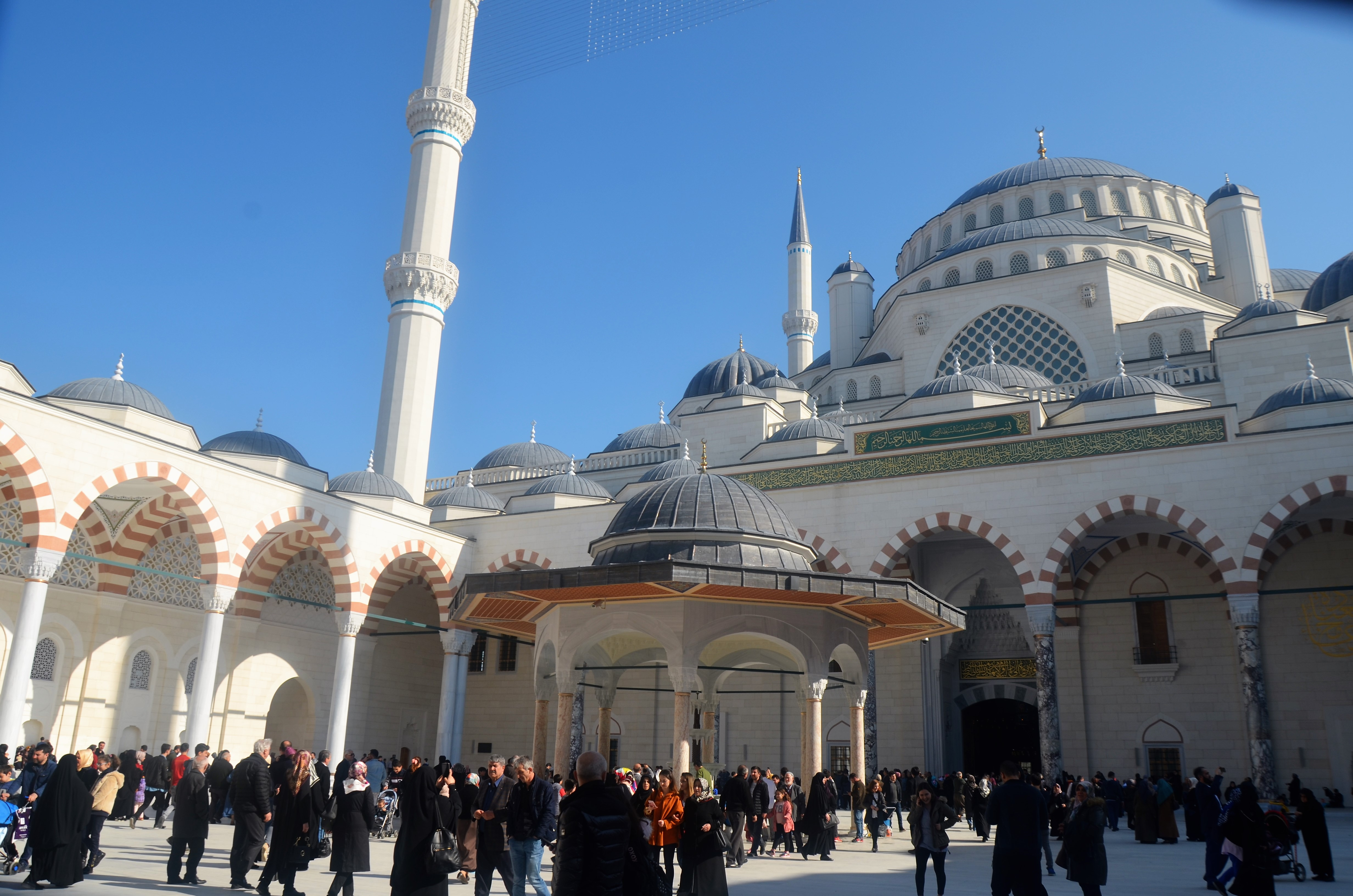
Intrarea în locaș.
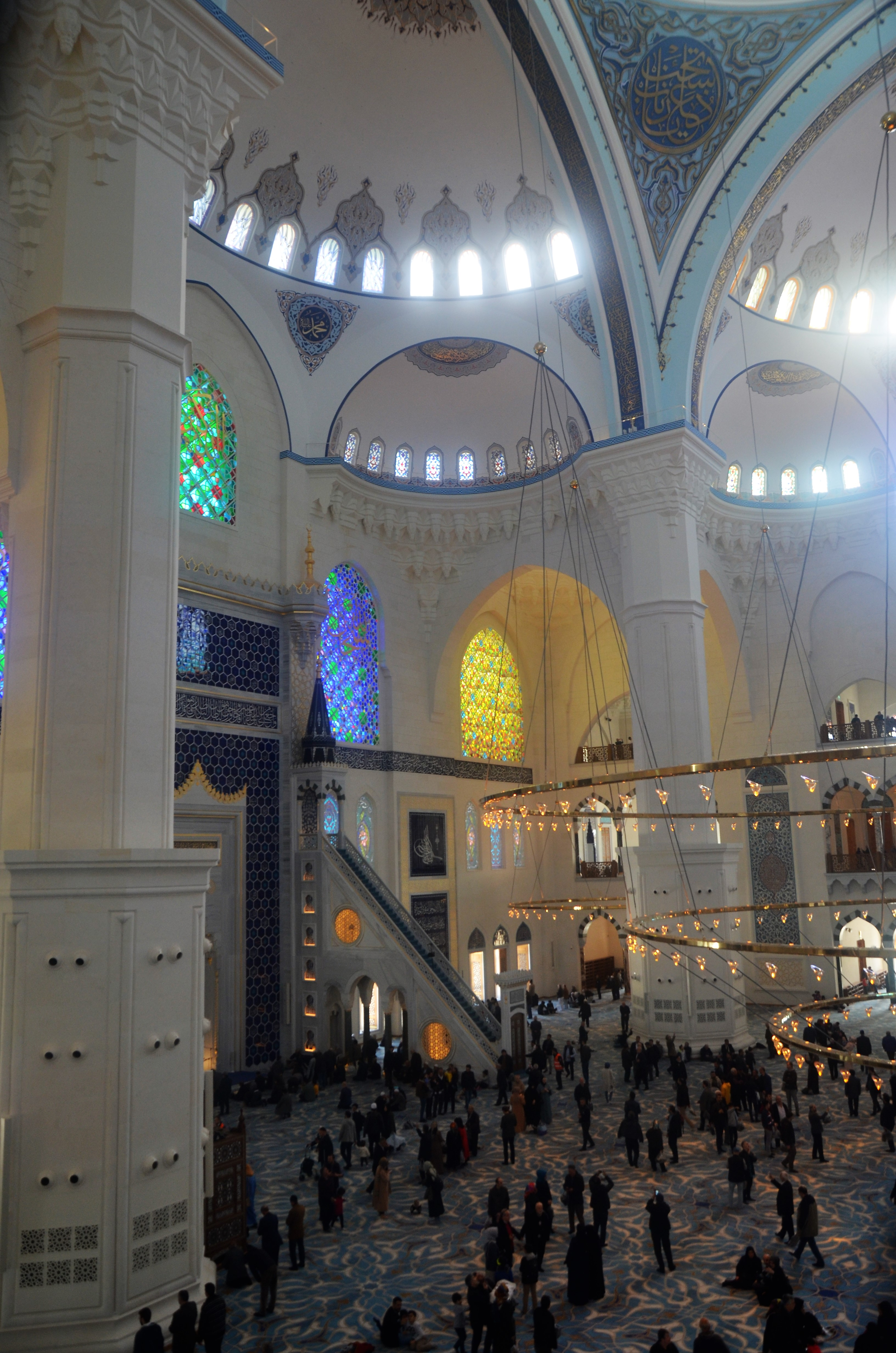
Vedere din interior.
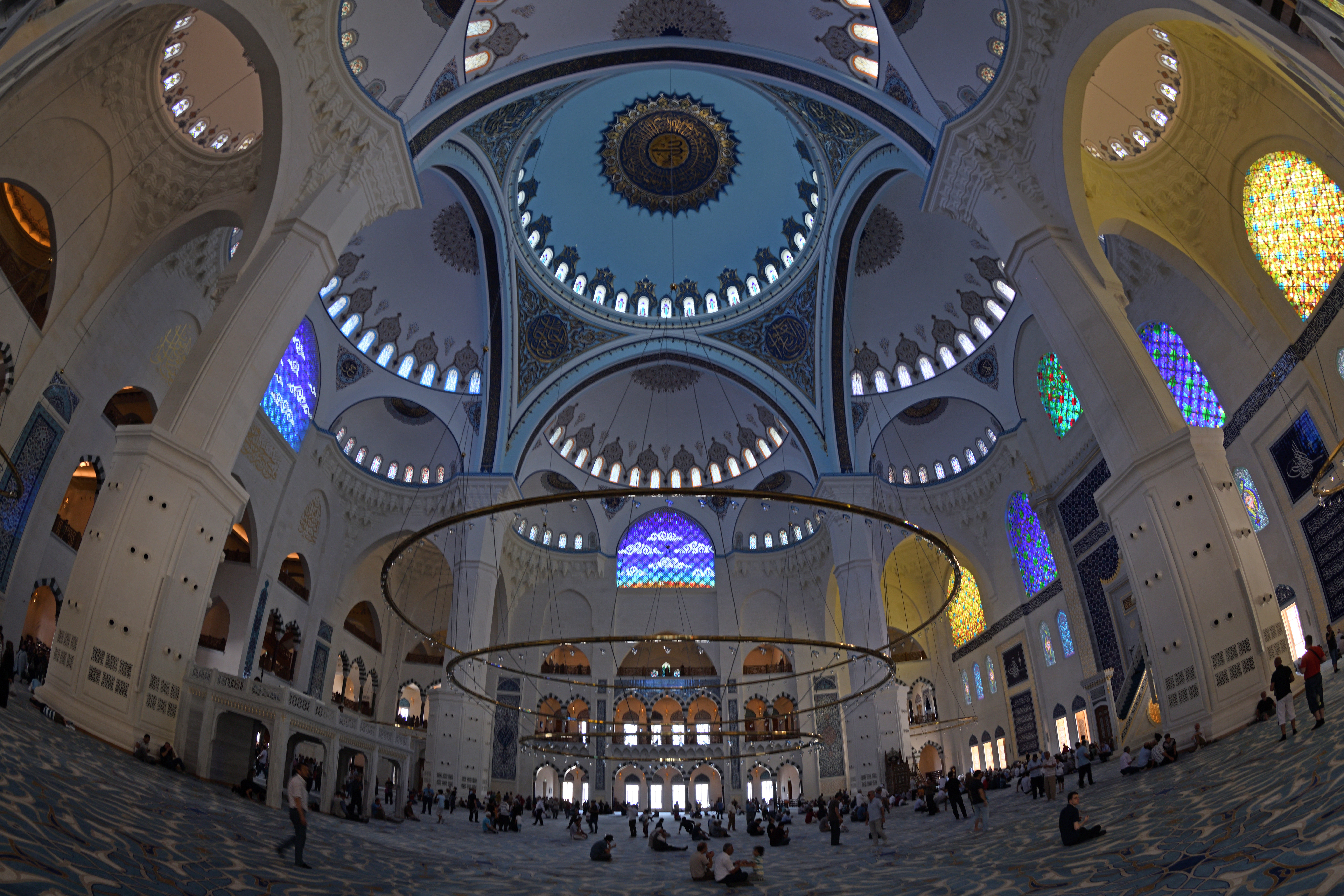
Domul.
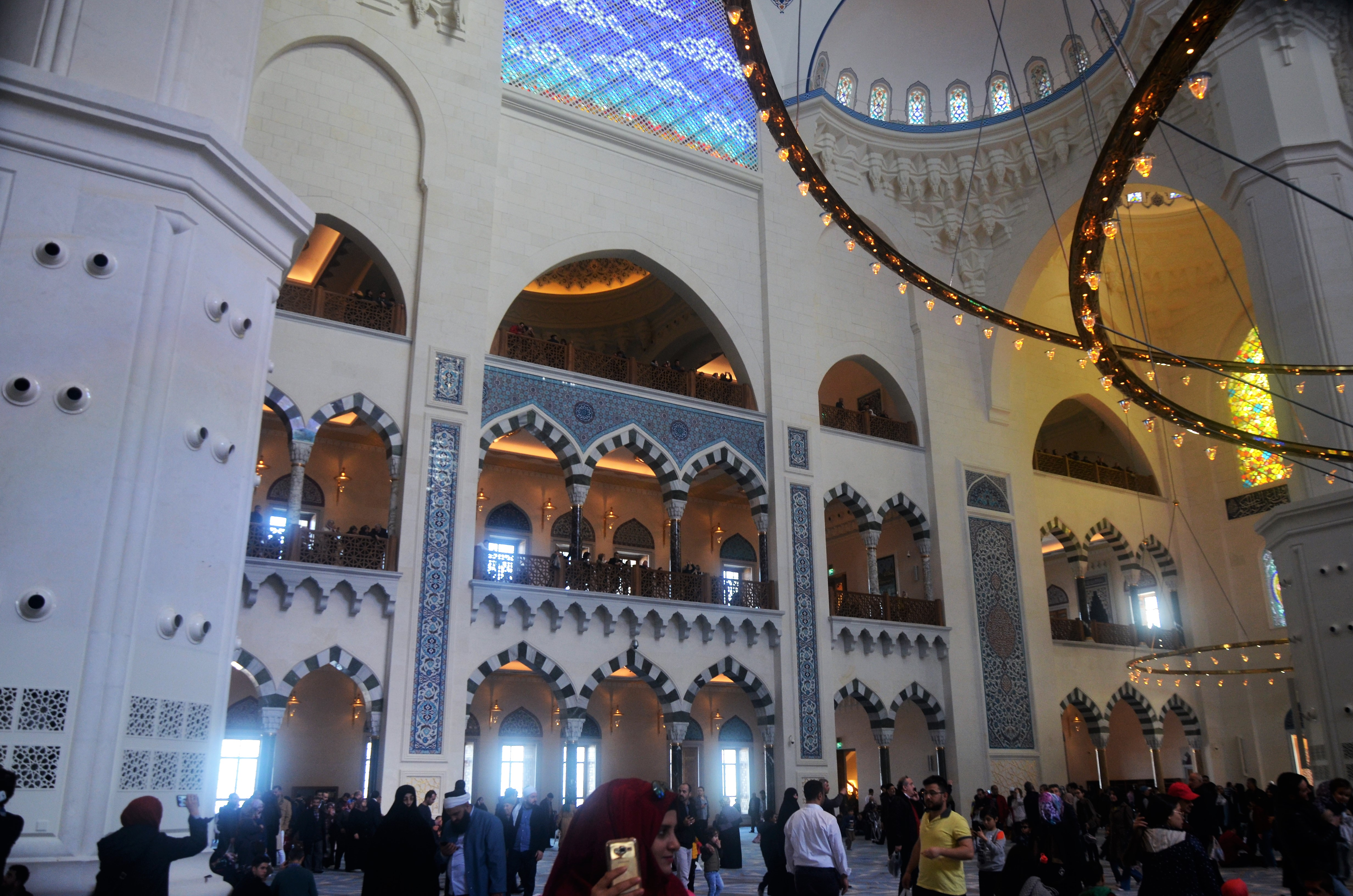
Zona superioară.